# Municipio de Jefferson (condado de Sevier)
El municipio de Jefferson (en inglés: Jefferson Township) es un municipio ubicado en el condado de Sevier en el estado estadounidense de Arkansas. En el año 2010 tenía una población de 141 habitantes y una densidad poblacional de 0,94 personas por km².

## Geografía
El municipio de Jefferson se encuentra ubicado en las coordenadas 34°8′23″N 94°9′43″O / 34.13972, -94.16194. Según la Oficina del Censo de los Estados Unidos, el municipio tiene una superficie total de 149.44 km², de la cual 148,7 km² corresponden a tierra firme y (0,49 %) 0,74 km² es agua.

## Demografía
Según el censo de 2010, había 141 personas residiendo en el municipio de Jefferson. La densidad de población era de 0,94 hab./km². De los 141 habitantes, el municipio de Jefferson estaba compuesto por el 98,58 % blancos y el 1,42 % eran de una mezcla de razas. Del total de la población el 0 % eran hispanos o latinos de cualquier raza.